# William Wright (Botaniker)

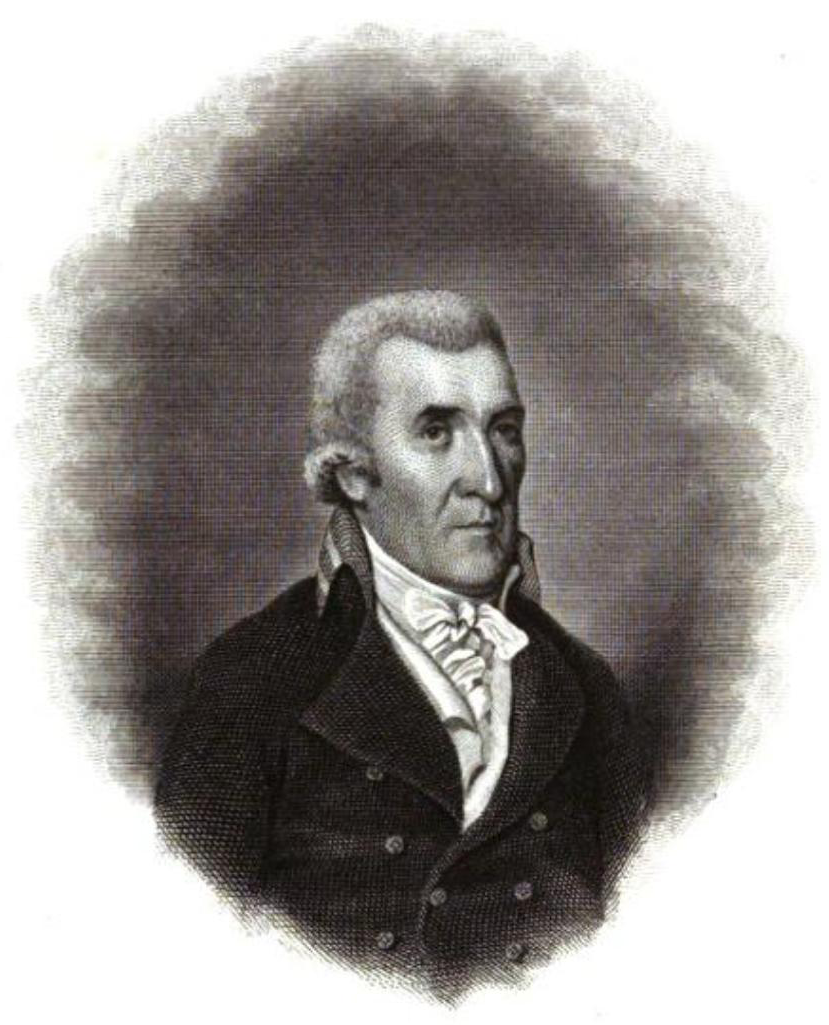
William Wright

William Wright (* März 1735 in Crieff, Perthshire, Schottland; † 19. September 1819 in Edinburgh) war ein schottischer Botaniker und Arzt. Sein offizielles botanisches Autorenkürzel lautet „W.Wright“.

## Leben und Wirken
Wright wurde im März 1735 in Crieff, Perthshire, geboren. Dort besuchte er die Crieff Grammar School, bevor er sein Studium an der University of Edinburgh begann. Seinen Abschluss in Medizin erhielt er schließlich an der University of St Andrews (MD 1763). Er diente als Lehrling bei G. Dennistoun in Falkirk (1752–1756) und wurde zum Marinearzt im Jahre 1760.
Im Jahre 1764 wurde Wright Assistent eines Dr. Gray in Kingston, Jamaika und blieb bis 1777 auf der Insel.
Nach seiner Zeit beim Militär kehrte er 1782 nach Jamaika zurück. Im folgenden Jahr wurde er Leitender Arzt der Kolonie. Er kehrte nach Edinburgh im Jahre 1785 zurück, um einer Expedition von dem 1795 geadelten Ralph Abercromby zur Erkundung der Karibik von 1796 bis 1798 teilzunehmen.

## Ehrungen
Am 12. März 1778 wurde Wright zum Mitglied („Fellow“) der Royal Society gewählt. Am 17. November 1783 wurde er Mitglied der Royal Society of Edinburgh und 1807 assoziiertes Mitglied der Linnean Society of London. Darüber hinaus war er ein Gründungsmitglied der Wernerian Natural History Society im Jahre 1808.
Von 1801 bis 1803 war Wright Präsident des Royal College of Physicians of Edinburgh.
Die Pflanzengattungen Wrightia R.Br. (1810) der Familie Hundsgiftgewächse (Apocynaceae) und Wrightea Roxb. (1832) der Familie Palmengewächse (Arecaceae) sind nach Wright benannt.

## Schriften (Auswahl)
- Description of the Jesuits bark tree of Jamaica and the Caribbees. In: Philosophical Transactions of the Royal Society. Band 67, 1777, S. 504–506 (doi:10.1098/rstl.1777.0028).
- Descriptions and use of the Cabbage-bark tree of Jamaica. In: Philosophical Transactions of the Royal Society. Band 67, 1777, S. 507–512 (doi:10.1098/rstl.1777.0029).
- An account of the medicinal plants growing in Jamaica. In: The London Medical Journal. Band 8, Nr. 3, 1787, S. 217–295 (Digitalisat).
- A botanical and medical account of the Quassia Simaruba. In: Transactions of the Royal Society of Edinburgh. Band 2, 1790, S. 73–81  (Digitalisat).